# Czasopisma pozbawione debitu komunikacyjnego w PRL
Czasopisma pozbawione debitu komunikacyjnego w Polskiej Rzeczypospolitej Ludowej

## 1946–1948
W latach 1946–1948 zarządzenia o odebraniu debitu komunikacyjnego wydawał dyrektor Głównego Urzędu Kontroli Prasy, Publikacji i Widowisk, Tadeusz Zabłudowski. Zgodnie z opublikowanymi w „Monitorze Polskim” zapisami zarządzenia były wydawane na podstawie art. 3 dekretu z dnia 5 lipca 1946 o utworzeniu Głównego Urzędu Kontroli Prasy, Publikacji i Widowisk (Dz.U. z 1946 r. nr 34, poz. 210) w związku z art. 8 dekretu z dnia 21 listopada 1938 o prawie prasowym (Dz.U. z 1938 r. nr 89, poz. 608) pozbawiały debitu komunikacyjnego i zakazywały rozpowszechniania czasopism wydawanych w języku polskim. Decyzje dotyczyły czasopism wydawanych poza granicami Polski Ludowej. W zdecydowanej większości przypadków były to czasopisma wydawane w języku polskim.
Lista zarządzeń o odebraniu debitu komunikacyjnego w latach 1946–1948:
- 8 listopada 1946: czasopisma wydawane w Stanach Zjednoczonych, w języku polskim – „Czas” (Nowy Jork), „Nowy Świat” (Nowy Jork), „Tygodnik Polski” (Nowy Jork), „Kurier Codzienny” (Boston), „Ameryka Echo” (Toledo), „Nowiny Polskie” (Milwaukee), „Kurier Polski” (Milwaukee), „Dziennik Polski” (Detroit), „Głos Polek” (Chicago), „Dziennik Związkowy” (Chicago), „Gwiazda” (Philadelphia), „Jedność” (Philadelphia), „Głos Narodu” (Jersey City), „Naród Polski” (Chicago), „Pittsburczanin” (Pittsburgh), „Gazeta Tygodniowa” (Schenectady), „Passaic – Nowiny” (Newark)[1].
- 8 listopada 1946: czasopisma wydawane w Palestynie i na Bliskim Wschodzie, w języku polskim – „Gazeta Polska” (Jerozolima), „W Drodze” (Jerozolima), „Biuletyn Polski w Okowach” (Jerozolima), „Na Straży” (Jerozolima), „Myśl Polska na Wschodzie” (Jerozolima), „Wieści Polskie”, „Biuletyn Obozowy”, „Pismo Młodych”, „Dziennik Obozowy A.P.W.”, „Parada”, „Junak”, „Kadet”, „Tygodnik Obozowy A.P.W.”[2].
- 8 listopada 1946: czasopisma wydawane w Palestynie i na Bliskim Wschodzie, w języku polskim – „Dziennik Żołnierza A.P.W.”, „Orzeł Biały”, „Imię Boże”, „Gazeta Żołnierza”, „Ochotniczka”, „Życie Tygodnia”, „Ostatnie Wiadomości”, „Wiadomości Kresowe”, „Uwaga Nadchodzi”, „Na szlaku Kresowej”, „Mała Kronika”, „Naokoło Świata”, „Taran”, „Smrek”, „Biuletyn Związku Techników”, „Kresowiec”, „Biuletyn Informacyjny dla Oficerów Informacyjnych”, „Przy Kierownicy”, „Goniec Karpacki”[3].
- 12 marca 1947: czasopisma wydawane we Fryburgu, Szwajcaria, w języku polskim – „Pod Prąd”, „Horyzonty”[4].
- 12 marca 1947: czasopisma wydawane w Londynie, Wielka Brytania, w języku polskim – „Trybuna, Niepodległość i Demokracja”, „Przed Świtem”, „Lwów i Wilno”, „Słowo Polskie”[5].
- 12 marca 1947: „Znak” (Lund, Szwecja, w języku polskim)[6].
- 12 marca 1947: czasopisma wydawane w Brukseli, Belgia, w języku polskim – „Polonia”, „Głos Polski”[7].
- 14 czerwca 1947: czasopisma wydawane w Paryżu, Francja, w języku polskim – „Perspektywy Walki” (zbiór artykułów i rozpraw pod redakcją Z. Zaremby)[8], „Światło”[9].
- 3 października 1947: czasopisma wydawane w Londynie, Wielka Brytania, w języku polskim – „Droga”, „Sprawy Międzynarodowe”, „Nasza Droga”, „R. C. S.” (Ruch Chrześcijańsko-Społeczny), „Życie”, „Światpol” (biuletyn informacyjny), „Za Wolność i Niepodległość”[10].
- 3 października 1947: „Lud Polski” (Paryż, Francja, w języku polskim)[11].
- 4 listopada 1947: „Nowy Kurier” (Argentyna, w języku polskim)[12].
- 13 grudnia 1947: „Europe – Amérique” (Bruksela, Belgia, w języku francuskim)[13].
- 5 stycznia 1948: czasopisma wydawane w języku żydowskim – „Unzer Sztime” (Paryż, Francja), „Forwerts” (Nowy Jork, Stany Zjednoczone), „Weker” (Nowy Jork, Stany Zjednoczone), „Unzer Cajt” (Nowy Jork, Stany Zjednoczone), „Cyjonistisze Sztime” (Monachium, Niemcy Zachodnie)[14].
- 15 lutego 1948: „Związkowiec” (Toronto, Kanada, w języku polskim)[15].
- 29 maja 1948: „Zgoda” (Stany Zjednoczone, w języku polskim)[16].

## 1949–1950
Od 1949 do początku 1950 zarządzenia o odebraniu debitu komunikacyjnego wydawał dyrektor Głównego Urzędu Kontroli Prasy, Publikacji i Widowisk, Antoni Bida oraz w zastępstwie Julian Leżyński. Zgodnie z opublikowanymi w „Monitorze Polskim” zapisami zarządzenia były nadal wydawane na podstawie art. 3 dekretu z dnia 5 lipca 1946 o utworzeniu Głównego Urzędu Kontroli Prasy, Publikacji i Widowisk (Dz.U. RP Nr 34, poz. 210) w związku z art. 8 dekretu z dnia 21 listopada 1938 o prawie prasowym (Dz.U. RP Nr 89, poz. 608) pozbawiały debitu komunikacyjnego i zakazywały rozpowszechniania czasopism wydawanych w języku polskim.
- 12 lipca 1949: „Katolicky Sokol” (Stany Zjednoczone)[18].
- 6 września 1949: „Ukrainiec – Czas” (Francja, w języku francuskim)[19].
- 10 listopada 1949: „The Ukrainian Bulletin” (Nowy Jork, Stany Zjednoczone, w języku ukraińskim)[20].
- 15 grudnia 1949: „Borba” (Belgrad, Jugosławia, w języku chorwackim i języku serbskim)[21].
- 17 stycznia 1950: „Przewodnik Katolicki” (Connecticut, Stany Zjednoczone, w języku polskim)[22].
- 20 lipca 1950: czasopisma wydawane w Brooklynie, Nowym Jorku, Stany Zjednoczone – „Strażnica” (w języku polskim) i „The Watchtower” (w języku angielskim)[23].

## 1950–1954
W latach 1950–1951 zarządzenia o odebraniu debitu komunikacyjnego wydawał naczelny dyrektor Głównego Urzędu Kontroli Prasy, Publikacji i Widowisk, Władysław Chabowski oraz Marian Mikołajczyk (w zastępstwie, pełniący obowiązki, etatowy prezes), Julian Łazebnik (w zastępstwie). Zgodnie z opublikowanymi w „Monitorze Polskim” zapisami zarządzenia były wydawane na podstawie § 2 ust. 1 lit. b) rozporządzenia Prezesa Rady Ministrów z dnia 9 maja 1949 r. w sprawie organizacji i właściwości Głównego Urzędu Kontroli Prasy, Publikacyj i Widowisk oraz urzędów podległych (Dz.U. z 1949 r. nr 32, poz. 241).
- 26 sierpnia 1950: „Głos Polski” (Toronto, Kanada, w języku polskim)[24].
- 24 października 1950: czasopisma wydawane w Stanach Zjednoczonych, w języku polskim – „Straż” (Scranton), „Przewodnik Polski” (St. Louis), „Gazeta Readingska” (Reading), „Sokół Polski” (Pittsburgh), „Grand Rapids” (Pittsburgh)[25].
- 3 lutego 1951: „Kurier Zjednoczenia” (Cleveland, Stany Zjednoczone, w języku polskim), „Der Morgen Żurnal (Jewish Journal and Daily News)”, „Der Tag (The Day)” (oba Nowy Jork, Stany Zjednoczone, w języku żydowskim), „Der Argentiner Magazin” (Buenos Aires, Argentyna, w języku żydowskim)[26].
- 7 kwietnia 1951: „Weltbild” (Monachium, Niemcy Zachodnie, w języku niemieckim), „Narodna Wola” (Scranton, Stany Zjednoczone, w języku ukraińskim), „Szlach” (Winnipeg, Kanada, w języku ukraińskim), „Swododa” (Winnipeg, Kanada, w języku ukraińskim), „Tygodnik Ilustrowany” (Londyn, Wielka Brytania, w języku polskim)[27].
- 5 maja 1951: „Ukrainskyj Hołos” (Winnipeg, Kanada, w języku ukraińskim), „Amerika” (Brooklyn, Nowy Jork, Stany Zjednoczone, w języku litewskim), „Amerikos Lietuvis” (Worcester, Stany Zjednoczone, w języku litewskim), „Tevyne” (Nowy Jork, Stany Zjednoczone, w języku litewskim), „Narodne Słowo” (Pittsburgh, Stany Zjednoczone, w języku ukraińskim), „Jednota” (Middletown, Stany Zjednoczone, w języku słowackim), „Bratstvo” (Wilkes-Barre, Stany Zjednoczone, w języku słowackim), „Aufbau” (Nowy Jork, Stany Zjednoczone, w języku niemieckim), „Jedność Polek” (Cleveland, Stany Zjednoczone, w języku polskim), „Slovenska Obrana” (Scranton, Stany Zjednoczone, w języku słowackim), „Sonntagsblatt Staats-Zeitung und Herold” (Nowy Jork, Stany Zjednoczone, w języku niemieckim), „Listy do Delegatów” (Chicago, Stany Zjednoczone, w języku angielskim i w języku polskim), „Kerys” (Great Neck, Stany Zjednoczone, w języku litewskim)[28].
- 28 maja 1951: czasopisma wydawane w Stanach Zjednoczonych – „Brzask Nowej Ery” (Chicago, w języku polskim), „Echo Podhalańskie” (oba Chicago, w języku polskim), „Nowoje Ruskoje Słowo” (Nowy Jork, w języku rosyjskim), „Draugas” (Chicago, w języku litewskim)[29].
- 23 czerwca 1951: „Obywatel Amerykański”, „Ludziom Dobrej Woli” (Chicago, Stany Zjednoczone, w języku polskim), „Abendpost”, „Sonntagspost” (oba Chicago, Stany Zjednoczone, w języku niemieckim), „Ukrainski Wisti” (Edmonton, Kanada, w języku ukraińskim), „Swiet” (Wilkes-Barre, Stany Zjednoczone, w języku rosyjskim), „Osadne Hlasy” (Chicago, Stany Zjednoczone, w języku słowackim), „Wilstersche Zeitung” (Wilster, Niemcy Zachodnie, w języku niemieckim), „Ost-West-Kurier” (Brema, Niemcy Zachodnie, w języku niemieckim), „Der Tag” (Berlin Zachodni, Niemcy Zachodnie, w języku niemieckim), „Süddeutsche Zeitung” (Monachium, Niemcy Zachodnie, w języku niemieckim)[30].
- 27 czerwca 1951: czasopisma wydawane w Niemczech Zachodnich w języku niemieckim – „Schleswig-Holsteinische Volks-Zeitung” (Schleswig-Holstein), „Welt am Sonntag” (Berlin Zachodni)[31].
- 19 lipca 1951: „Pokrzywy” (Londyn, Wielka Brytania, w języku polskim), „Morze” (Nowy Jork, Stany Zjednoczone, w języku polskim), „Promień” (Chicago, Stany Zjednoczone, w języku polskim), „California Staats-Zeitung” (Los Angeles, Stany Zjednoczone, w języku polskim)[32].
- 25 sierpnia 1951: „Chwila”, „Kronika Tygodniowa”, „Opinia”, „Przegląd w Izraelu” (wszystkie Izrael, w języku polskim), „Die Sionistisze Sztime”, „Unser Weg” (oba Paryż, Francja, w języku żydowskim)[33].
- 10 września 1951: „Der Wachtturm” (Wiesbaden, Niemcy Zachodnie, w języku niemieckim)[34].
- 13 września 1951: „American” (Rzym, Włochy, w języku angielskim)[35].
- 19 września 1951: czasopisma wydawane w Niemczech Zachodnich w języku niemieckim – „Der Sonntag im Bild”, „Katholisches Kirchenblatt”, „Stadt Gotttes”[36].
- 1 października 1951: „Reader’s Digest” (Pleasantville, Stany Zjednoczone, w języku angielskim), „Katolischer Digest” (Aschaffenburg, Niemcy Zachodnie, w języku niemieckim), „Das Beste aus Reader’s Digest” (Stuttgart, Niemcy Zachodnie, w języku niemieckim)[37].
- 6 października 1951: „Neueste Nachrichten–Jedioth Chadashoth”, „Hakidmah”, „Emeth-Wahrheit Liberal Demokratische Wochenzeitung”, „MB Mitteillungsblatt” (wszystkie Tel Awiw, Izrael, w języku niemieckim), „Kirchenzeitung für das Bistum Aachen” (Aachen, Niemcy Zachodnie, w języku niemieckim), „Volksbote Unabhängige Zeitung der Vertriebenen” (Monachium, Niemcy Zachodnie, w języku niemieckim), „Dwar–Haszuwija” (Tel Awiw, Izrael, w języku hebrajskim)[38].
- 8 października 1951: „Rolnik” (Stevens Point, Stany Zjednoczone, w języku polskim), „Weteran” (Nowy Jork, Stany Zjednoczone, w języku polskim), „Kanadyjski Farmer” (Winnipeg, Kanada, w języku kanadyjskim)[39].
- 17 października 1951: czasopisma wydawane w Niemczech Zachodnich w języku niemieckim – „Der Stern” (Hamburg), „Westfalenpost” (Siegen)[40].
- 30 października 1951: czasopisma wydawane w Niemczech Zachodnich w języku niemieckim – „Kirchen-Zeitung für das Erzbistum Köln” (Kolonia), „Der Sonntagsblatt für das Erzbistum Paderborn” (Paderborn)[41].
- 10 listopada 1951: „Oggi”, „Settimo Giorno”, „Tempo” (Mediolan, Włochy, w języku włoskim), „One Sunday Visitor” (Huntington, Stany Zjednoczone, w języku angielskim)[42].
- 15 listopada 1951: „Revue” (Monachium, Niemcy Zachodnie, w języku niemieckim), „Glauben und Leben” (Moguncja, Niemcy Zachodnie, w języku niemieckim), „Der Sonntag” (Limburg, Niemcy Zachodnie, w języku niemieckim), „Heinrichsblatt” (Bamberg, Niemcy Zachodnie, w języku niemieckim), „Würzburger katholisches Sonntagsblatt” (Würzburg, Niemcy Zachodnie, w języku niemieckim), „Benediktus Bare” (Salzburg, Austria, w języku niemieckim), „Liboriusblatt” wraz z dodatkiem „Der Kinderfreund” (Niemcy Zachodnie, w języku niemieckim), „Mecanique Populaire” (Paryż, Francja, w języku francuskim), „Mecanique Populaire” (Waszyngton, Stany Zjednoczone, w języku angielskim)[43].
- 27 listopada 1951: „Kronika Seraficka” (Detroit, Stany Zjednoczony, w języku polskim)[44].
- 4 grudnia 1951: „Skarb Rodziny” (Erie, Stany Zjednoczony, w języku polskim)[45].
- 8 grudnia 1951: „Das Heimatwerk” (Menden, Niemcy Zachodnie, w języku niemieckim)[46].
- 20 grudnia 1951: „Unser Oberschlesien” (Frankfurt nad Menem, Niemcy Zachodnie, w języku niemieckim)[47].
- 8 lutego 1952: czasopisma wydawane w Niemczech Zachodnich w języku niemieckim – „Heimat und Glaube” (Lippstadt), „Petrus–Blatt”[48].
- 19 marca 1952: „Heute” (Monachium, Niemcy Zachodnie, w języku niemieckim), „Der Feuerreiter” (Kolonia, Niemcy Zachodnie, w języku niemieckim), „Der Weg” (Düsseldorf, Niemcy Zachodnie, w języku niemieckim), „Farband” (Nowy Jork, Stany Zjednoczone, w języku angielskim i w języku żydowskim)[49].
- 9 kwietnia 1952: „The Jewish American” (Nowy Jork, Stany Zjednoczone, w języku żydowskim), „International Free Trade Union News” (Nowy Jork, Stany Zjednoczone, w języku angielskim), „Sodalis” (stan Michigan, Stany Zjednoczone, w języku polskim), „Pourquoi pas?” (Belgia, Kongo Belgijskie, w języku francuskim)[50].
- 18 kwietnia 1952: „Dobry Pasterz” (South Boston, Stany Zjednoczone, w języku polskim), „Gość Niedzielny” (Chicago, Stany Zjednoczone, w języku polskim), „Storoż”, „Wistnik Prisutnosti Christa” (Chicago, Stany Zjednoczone, w języku ukraińskim), „The Sphere” (Londyn, Wielka Brytania, w języku angielskim)[51].
- 3 maja 1952: „Listy Svatého Františka” (Pittsburgh, Stany Zjednoczone, w języku czeskim), „Wolny Chrześcijanin” (Stany Zjednoczone, w języku polskim), „Teraźniejsza Prawda i Zwiastun Chrystusowej Epifanii” (Filadelfia, Stany Zjednoczone, w języku polskim)[52].
- 2 lipca 1952: „Notre Chemin” (Paryż, Francja, w języku hebrajskim), „Bottroper Volkszeitung” (Bottrop, Niemcy Zachodnie, w języku niemieckim), „Tölzer Kurier” (Monachium, Niemcy Zachodnie, w języku niemieckim), „Deutsches Rotes Kreuz” (Bonn, Niemcy Zachodnie, w języku niemieckim)[53].
- 14 lipca 1952: „Słowo Polskie”, „Głos Pracy” (Paryż, Francja, w języku polskim), „France Dimanche” (Paryż, Francja, w języku polskim), „Die Neue Zeitung” (Berlin, Niemcy Zachodnie, w języku niemieckim)[54].
- 19 sierpnia 1952: czasopisma wydawane w Niemczech Zachodnich w języku niemieckim – „Herz Dame” (Düsseldorf), „ÖffentlicherDienst” (Stuttgart), „Unser Danzig”, „8-Uhr-Blatt”[55].
- 18 września 1952: „Quarterly World Review” (Londyn, Wielka Brytania; Detroit, Nowy Jork, Stany Zjednoczone; Toronto, Kanada; Amsterdam, Holandia, Antwerpia, Belgia; Paryż, Francja)[56].
- 30 grudnia 1952: „Ukrainskij Samostijnik” (Monachium, Niemcy Zachodnie, w języku ukraińskim), „Weltmission” (Aachen, Niemcy Zachodnie, w języku niemieckim), „Ave Maria” (Buffalo, Stany Zjednoczone, w języku polskim), „Quick” (Monachium, Niemcy Zachodnie, w języku niemieckim)[57].
- 27 lutego 1953: czasopisma wydawane w Niemczech Zachodnich w języku niemieckim – „Des Lahrer hinkenden Boten neuer historischer Kalender”, „St. Michaelskalender”[58].
- 19 czerwca 1953: „Zwiastun Królestwa Bożego” (Chicago, Stany Zjednoczone, w języku polskim)[59].
- 17 września 1953: „Selection du Reader’s Digest” (Paryż, Francja, w języku francuskim)[60].
- 27 stycznia 1954: „Saturday Review” (Nowy Jork, Stany Zjednoczone, w języku angielskim), „Deutsche Soldatenzeitung” (Monachium, Niemcy Zachodnie, w języku niemieckim)[61].
- 20 marca 1954: czasopisma wydawane w Niemczech Zachodnich w języku niemieckim – „Der Schlesier – Breslauer Nachrichten” (Recklinghausen), „Schlesische Rundschau (die Zeitung aller Schlesier)” (Stuttgart)[62].
- 30 września 1954: czasopisma wydawane w Niemczech Zachodnich w języku niemieckim – „Osteuropa” (Stuttgart), „Geopolitk” (Darmstadt)[63].